# Selbstbestimmtes Lernen
Der in der Reformpädagogik geprägte Begriff Selbstbestimmtes (oder Selbstgesteuertes) Lernen bezeichnet einen Ansatz, bei dem Lernende selbst bestimmen, was sie wann, wo, wie und mit wem zusammen lernen.
Der Begriff „Selbstbestimmtes Lernen“ („Discretionary Learning“) wird – in nicht schulischen Zusammenhängen – zudem als Bezeichnung für eine Form der Arbeitsorganisation verwendet, die durch „ein hohes Maß an Autonomie am Arbeitsplatz, Lernen und Problemlösungstechniken, Komplexität der Aufgaben, Selbstbewertung der Arbeitsqualität und – in geringerem Maße – durch autonome Teamarbeit“ gekennzeichnet ist. Dieser Form der Arbeitsorganisation werden die „schlanke Fertigung („Lean Production“), die „tayloristische“ Arbeitsorganisation“ sowie „traditionelle“ bzw. „einfach strukturierte“ Formen der Arbeitsorganisation (mit weitgehend informellen Methoden) gegenübergestellt. Dieses Modell des Selbstbestimmten Lernens ist laut einer Analyse der Stiftung Eurofound insbesondere bei Führungskräften, Selbständigen  und Fachkräften vorherrschend.

## Historisch
Selbstbestimmtes Lernen besagte, dass die Lernenden nicht auf Grund von Lehrplänen, sondern auf Grund ihrer individuellen Erfahrung selbst bestimmten, was sie lernen wollten. Besonders für John Dewey in der von ihm gegründeten Laborschule in Chicago und Berthold Otto in der Hauslehrerschule in Berlin war das selbstbestimmte Lernen die zentrale Kategorie ihres Schul- und Unterrichtkonzeptes.

## Gegenwart
Beim selbstbestimmten Lernen der Gegenwart (z. B. an demokratischen Schulen) legt der Lernende Lernziel und Lerngegenstand selbst fest, ohne traditionelle Vorgaben (z. B. Lehrplan) zu berücksichtigen.
In der Schulpraxis wurde selbstbestimmtes Lernen gerne im Zusammenhang mit reformpädagogischen Unterrichtskonzepten wie z. B. Freiarbeit oder mit der Freinet- und der Montessori-Pädagogik gebraucht, allerdings mit verschiedenem Bedeutungsumfang. Oft beschränkt es sich auf die selbstbestimmte Auswahl an Texten, die für ein Unterrichtsziel angeboten werden. Selbstbestimmtes Lernen wird in der Literatur oft synonym mit Offenem Lernen benutzt.
Im wissenschaftlichen Gebrauch war der Begriff Selbstbestimmtes Lernen zunächst nicht eindeutig definiert. Falko Peschel hat für das Offene Lernen diese Unbestimmtheit durch Bestimmungsraster in Bezug auf verschiedene Dimensionen und Grade der Offenheit beendet.
In der Subjektwissenschaft bedeutet selbstbestimmtes Lernen, dass der Lernende uneingeschränkt Subjekt seiner eigenen Lernprozesse ist (Klaus Holzkamp). Allerdings verwendet Holzkamp den Begriff expansives Lernen: "Expansives begründetes Lernen bedeutet ja gerade nicht Lernen um 'seiner selbst', sondern Lernen um der mit dem Eindringen in den Gegenstand erreichbaren Erweiterung der Verfügung/Lebensqualität willen."